# Папська Рада Справедливості і Миру
Па́пська Ра́да Справедли́вості і Ми́ру (лат. Pontificium Consilium de Iustitia et Pax) — дикастерія Римської курії. Основною діяльністю Ради є проведення практичних досліджень для розвитку папської та єпископської соціальних доктрин Церкви. Зокрема до сфери інтересів Папської Ради належить усе, що стосується соціальної справедливості, етичного аспекту економічного розвитку, проблемами довкілля. Таким же чином вона цікавиться питаннями пов'язаними з війною, міжнародною безпекою, тероризмом; а також правами людини.
У цих питаннях Папська Рада співпрацює з різними інституціями в середині Церкви, а також із міжнародними організаціями.
Рада публікує документи, видає книжки на актуальні теми для поширення відомостей про соціальну доктрину Церкви.
Голова Ради - кардинал Пітер Тарксон. Секретар Ради - Маріо Тозо

## Історія
6 січня 1967 року Папа Римський Павло VI у motu proprio Catholicam Christi Ecclesiam заснував Папську комісію «Justitia et Pax» («Справедливість і мир»). У 1988 році Папа Іван-Павло II підніс її до рівня Папської Ради.

## Голови Папської Ради Справедливості і Миру
- Кардинал Моріс Руа — (6 січня 1967 — 16 грудня 1976);
- Кардинал Бернарден Гантен — (15 грудня 1976 — 8 квітня 1984);
- Кардинал Роже Ечегарай — (8 квітня 1984 — 24 червня 1998);
- Кардинал Франсуа Ксав'є Нгуєн Ван Тхуан — (24 червня 1998 — 16 вересня 2002);
- Кардинал Ренато Раффаеле Мартіно — (1 жовтня 2002 — 24 жовтня 2009);
- Кардинал Пітер Тарксон — (24 жовтня 2009 —).